# Nicolas Raffet
Nicolas Raffet, né le 22 février 1757 à Paris, mort le 10 février 1803 à Paris, est un général de brigade de la Révolution française.
Oncle du peintre Denis-Auguste-Marie Raffet (1804-1860).

## États de service
Après avoir fait fortune en Amérique dans le négoce, il rentre en France en 1789, et il s’engage dans la Garde nationale de Paris. Il est élu capitaine dans la 3e compagnie du bataillon de Saint-Roch et il passe chef de bataillon le 16 août 1792.
Le 1er juillet 1793, lors de l’élection du commandant de la Garde nationale de Paris, il se voit invalider à deux reprises son élection pour finalement perdre à la troisième par le candidat des Jacobins, le général Hanriot. Le 5 septembre 1793, dénoncé comme « aristocrate » et craignant donc l’arrestation, il rejoint le 9e régiment de Hussards, mais il est arrêté avec 20 de ses compagnons le 12 septembre à Vitry.
Libéré de prison en janvier 1794, sur demande du représentant du peuple Duhem, il est remis en activité. Le 1er avril 1795, commandant de la section de la Butte des Moulins, il participe à la défense de la convention lors des émeutes à Paris, et il est blessé d’un coup de feu à la barrière de Neuilly le lendemain. Le 20 mai suivant, il devient commandant de la garde nationale de Paris, et il est nommé adjudant-général chef de brigade le 24 mai 1795.
Le 23 juin 1795, il prend le commandement temporaire de la place de Paris, et il est promu général de brigade le 8 août 1795. Il est démis de ses fonctions le 5 octobre 1795, après l’Insurrection royaliste du 13 vendémiaire an IV, soupçonné de favoriser les royalistes, et cette erreur qui ne se dissipe pas, est la cause de son arrestation le 4 septembre 1797, lors du Coup d'État du 18 fructidor an V.
Rendu à la liberté quelque temps après, il meurt le 10 février 1803, à Paris.

## Sources
- (en) « Generals Who Served in the French Army during the Period 1789 - 1814: Eberle to Exelmans »
- Arthur Chuquet, Ordres et apostilles de Napoléon (1799-1815), paris, librairie ancienne Honoré Champion, 1911, p. 150
- (pl) « Napoléon.org.pl »
- Galerie historique des contemporaines, Volume 8, Bruxelles, Aug. Wahlen et Cie, imprimeurs libraires, 1822, p. 11.
- Louis Gabriel Michaud, Biographie universelle ancienne et moderne, ou histoire, par ordre alphabétique, de la vie publique et privée de tous les hommes qui se sont fait remarquer par leurs écrits, leurs talents, leurs vertus ou leurs crimes, tome 35, Paris, Madame C. Desplaces, 1863, 682 p. (lire en ligne), p. 80.